# Creative Seeds
Creative Seeds est une école française privée, formant aux métiers de l'animation 3D, des effets visuels et du jeu vidéo, basée à Cesson-Sévigné près de Rennes.
Fondée en 2016 par des anciens de grands studios, elle propose une formation en 5 ans délivrant un titre RNCP niveau 7 de Réalisateur Numérique (équivalent à un bac + 5) et un cursus en 3 ans délivrant une certification professionnelle.  C'est une école avec une approche atypique, sans notes, examens, ni cours magistraux. Les élèves y travaillent dans des conditions professionnelles avec les mêmes processus de production qu'un véritable studio d'animation.

## Histoire
L'école est fondée en 2016 par un collectif d'artistes et techniciens issus de grands studios (notamment d'Illumination Mac Guff) et accueille sa première promotion en septembre 2017 avec 16 élèves.

## Fonctionnement

### Admission et inscription
Le candidat doit avoir au minimum 16 ans. Aucun diplôme n'est requis pour la formation en 3 ans, mais l'obtention du baccalauréat est nécessaire pour la formation en cinq ans délivrant un diplôme. Il n'y a pas de concours d'entrée, les élèves envoient leur dossier de candidature comprenant une lettre de motivation et un dossier créatif, et sont ensuite convoqués pour un entretien. Toutes les personnalités sont recherchées, autant artistiques que techniques, voire atypiques, dans l'objectif de former des promotions riches composées de profils complémentaires.

### Pédagogie
S'inspirant des méthodes de Montessori, Freinet, Bernard Collot et de la pédagogie inversée, l'apprentissage repose sur l'autonomie des étudiants et la liberté des choix. Il n'y a pas de salles de classe distinctes entre les différentes promotions mais un seul espace ouvert pour tous les élèves qui sont encouragés à s'entraider. Tous les cours théoriques sont notamment accessibles à tout moment en ligne sur une librairie mutualisée, mais le travail doit majoritairement se faire à l'école. Les professeurs, appelés « mentors », sont plus vus comme des accompagnateurs et des superviseurs des productions que comme des enseignants au sens propre.

### Programme
La formation se fait en 3 ou 5 ans :
- 1re année : Découverte des métiers du cinéma d'animation,
- 2e année : Choix de l'orientation professionnelle,
- 3e année : Perfectionnement dans la spécialité choisie pour intégrer le marché du travail,
- 4ᵉ année : Renforcement des compétences acquises et diversification pour gagner en polyvalence,
- 5ᵉ année : Réalisation de production ambitieuse.

Les stages en entreprises sont possibles mais facultatifs.